# 南谷村 (兵庫県)
南谷村（みなみだにむら）は、兵庫県養父郡にあった村。現在の養父市大屋町の南東部、明延川の流域にあたる。

## 地理
- 山岳：御祓山、須留ヶ峰
- 河川：明延川

## 歴史
- 1889年（明治22年）4月1日 - 町村制の施行により、糸原村・門野村・宮本村・須西村・和田村の区域をもって発足。
- 1955年（昭和30年）3月31日 - 口大屋村・大屋村・西谷村と合併して大屋町が発足。同日南谷村廃止。